# Все королівське військо (фільм, 2006)
«Усе королівське військо» (також «Уся королівська рать», англ. All the King's Men) — фільм 2006 року за мотивами роману Роберта Пенна Воррена «Все королівське військо». Це п'ята за хронологією версія екранізації цього роману.
Автор сценарію, режисер та продюсер Стівен Заіллян. В фільмі розповідається історія життя Віллі Старка (роль зіграв Шон Пенн), прототипом якого став американський політик, губернатор Луїзіани в часи Великої депресії Г'юї Лонг.

## В ролях
- Шон Пенн — Віллі Старк
- Джуд Лоу — Джек Берден
- Ентоні Гопкінс — Суддя Ірвін
- Кейт Вінслет — Анна Стентон
- Марк Руффало — Адам Стентон
- Патрісія Кларксон — Седі Берк
- Джеймс Гандольфіні — Крихітка Даффі
- Джекі Ерл Хейлі — Солоденький
- Кеті Бейкер — Місіс Берден
- Талія Балсам — Люсі Старк
- Фредерік Форрест — батько Віллі